# 2006 QQ181
2006 QQ181, também escrito como 2006 QQ181, é um objeto transnetuniano que está localizado no Cinturão de Kuiper, uma região do Sistema Solar. Este corpo celeste é classificado como um cubewano. Ele possui uma magnitude absoluta de 7,1 e tem um diâmetro estimado com 167 km.

## Descoberta
2006 QQ181 foi descoberto no dia 22 de agosto de 2006.

## Órbita
A órbita de 2006 QQ181 tem uma excentricidade de 0,088 e possui um semieixo maior de 45,020 UA. O seu periélio leva o mesmo a uma distância de 41,067 UA em relação ao Sol e seu afélio a 48,974 UA.